# Lina Gálvez Muñoz
Lina Gálvez Muñoz (Sevilla, 13 de juny de 1969) és una historiadora i política espanyola, diputada al Parlament europeu des de 2019. Va ser consellera de Coneixement, Recerca i Universitat de la Junta de Andalusia entre 2018 i 2019.
Nascuda el 13 de juny de 1969 a Sevilla, va estudiar història—amb especialització en història econòmica i social—a la Universitat de Sevilla (llicenciatura) i a la Universitat de Lyon (mestratge), i es va convertir en becària visitant a la London School of Economics i en investigadora doctoral a l'Institut Universitari Europeu (IUE). El 1998 va obtenir un doctorat a l'IUE amb una tesi titulada Familia y Mercado. El género en el proceso de industrialización de la fábrica de tabacos de Sevilla, 1887-1945 supervisada per Olwen Hufton. Després d'ensenyar a la Universitat de Reading (1998-2001), la Universitat de Sevilla (2001), i la Universitat Carles III de Madrid (2001-2004), va entrar a la Universitat Pablo de Olavide (UPO), i va exercir la càtedra d'Història i Institucions Econòmiques i, de 2007 a 2012, el Vice-Rectorat de Post-grau i Formació Permanent.
Personalitat sense afiliació política, considerada a l'esquerra del mainstream del Partit Socialista Obrer Espanyol (PSOE), propera en les seves posicions polítiques a Podem, Gálvez es va incorporar al Consell de Govern de la Junta d'Andalusia presidit per Susana Díaz (PSOE) com a independent durant la reorganització del consell de govern que va seguir el nomenament de María Jesús Montero com a ministra del Govern d'Espanya el juny de 2018; Gálvez va assumir la cartera de Coneixement, Recerca i Universitat.
Inclosa com a candidata al número 3 de la llista del PSOE (com a independent) per a les eleccions al Parlament Europeu de 2019 a Espanya, va ser elegida com a eurodiputada. Incorporada al grup de l'Aliança Progressista de Socialistes i Demòcrates (S&D), va entrar a formar part del Comitè d'Indústria, Recerca i Energia del Parlament europeu.